# شهادة مؤسسة بي

شعار شهادة مؤسسة B

شهادة مؤسسة «بي» (المعروفة أيضًا باسم شهادة «معمل B» أو شهادة «B كورب») هي شهادة خاصة تصدر إلى الشركات الربحية من مختبر بي "B"، وهي منظمة عالمية غير ربحية لها مكاتب في الولايات المتحدة وأوروبا وكندا وأستراليا ونيوزيلندا. والشراكة في أمريكا اللاتينية مع سيستيما بي B. للحصول على الشهادة والحفاظ عليها، يجب أن تحصل الشركات على الحد الأدنى من الدرجات في تقييم إلكتروني عن "الأداء الاجتماعي والبيئي"، وتلبية متطلبات أن تقوم الشركة بدمج التزامات مختبر "بي" لأصحاب المصلحة في الشركة التي تنظم الوثائق، ودفع رسوم سنوية تتراوح بين 500 دولار إلى 50000 دولار.
اعتبارًا من أغسطس 2018، هناك أكثر من 2600 شركة «بي» معتمدة عبر 150 صناعة في 60 دولة.

## الغرض
تعد شهادة معمل «بي» معيارًا خارجيًا يتطلب من الشركات تلبية معايير الاستدامة البيئية، ومعايير الأداء البيئي، والوفاء بمعايير المساءلة، والشفافية للجمهور وفقًا للنتيجة التي يحصلون عليها في التقييم. وتطبق شهادة معمل بي على الشركة بأكملها عبر جميع خطوط المنتجات، ومناطق الإصدارات. وتعتبر أرباح جميع هياكل الأعمال القانونية مؤهلة للحصول على الشهادة.

## المزايا
1. على غرار الجمعيات التجارية الأخرى، تحصل شركات بي المعتمدة وموظفيها على عدد من الخصومات من الكيانات الخارجية والأعضاء الآخرين.[3]
2. المساهمات الأكاديمية لمغفرة القرض.[4][5][6]

## سلبيات
1. ليس لدى معمل بي شهادة قانونية.

## التميز من شركة مفيدة
1. شركة المنفعة هي مركز قانوني يمنحه قانون الولاية في الولايات المتحدة. تصدر شهادة معمل بي من قبل منظمة خاصة وليس لديها إطار تشريعي.[7]
2. ليست هناك حاجة إلى شهادة معمل بي للحصول على حالة شركة الاستحقاق.[7]
3. تم إقرار تشريع من أجل تمرير هذه الحالة القانونية للشركات في 30 ولاية، بما في ذلك ولاية ديلاوير، في حين أن شهادة معمل بي تم إصدارها بشكل خاص من قبل منظمة يديرها أشخاص يصدرون بشكل أساسي عن مجتمع الأعمال.[8]